# Leichtathletik-Hallenweltmeisterschaften 1987
Die 1. Leichtathletik-Hallenweltmeisterschaften wurden vom 6. bis 8. März 1987 im Hoosier Dome in Indianapolis (Bundesstaat Indiana) ausgetragen.
17 Jahre nach den ersten offiziellen Halleneuropameisterschaften und zwei Jahre nach den Hallenweltspielen 1985 in Paris übernahm damit der Weltleichtathletikverband IAAF offiziell die Federführung für die Hallenweltmeisterschaften.
Es nahmen insgesamt 419 Athleten aus 85 Ländern teil, davon erreichten Athleten aus 39 Ländern ein Finale und Athleten aus 23 Ländern gewannen Medaillen.
Es wurden insgesamt fünf Hallenweltrekorde oder Hallenweltbestleistungen erzielt:
- Lee McRae lief 6,50 s über 60 Meter. (Ursprünglich gewann Ben Johnson in 6,41 s, aber diese Leistung wurde später wegen Dopings annulliert).
- Michail Schtschennikow ging 18:27,79 min über 5000 Meter.
- Heike Drechsler lief 22,27 s über 200 Meter.
- Stefka Kostadinowa sprang 2,05 m hoch.
- Olga Krischtop ging 12:05,49 min über 3000 Meter.

## Männer

### 60 m
| Platz | Athlet               | Land | Zeit (s)  |
| ----- | -------------------- | ---- | --------- |
| 1     | Lee McRae            | USA  | 6,50 (WR) |
| 2     | Mark Witherspoon     | USA  | 6,54      |
| 3     | Pierfrancesco Pavoni | ITA  | 6,59      |
| 4     | Antonio Ullo         | ITA  | 6,64      |
| 5     | Ronald Desruelles    | BEL  | 6,67      |
| 6     | Bruno Marie-Rose     | FRA  | 6,68      |
| 6     | Christian Haas       | FRG  | 6,68      |
|       | Ben Johnson          | CAN  | DQ        |

Finale am 7. März
Ben Johnson kam in 6,41 s als Erster ins Ziel. Er war als Weltrekordler mit 6,44 s angereist und lief im Halbfinale 6,49 s. Als Johnson nach dem Dopingskandal bei den Olympischen Spielen 1988 in Seoul gesperrt wurde, strich die IAAF auch alle seine Leistungen und Medaillen aus dem Jahr 1987. Lee McRae wurde im Nachhinein zum Weltmeister und zum Weltrekordhalter erklärt.

### 200 m
| Platz | Athlet            | Land | Zeit (s) |
| ----- | ----------------- | ---- | -------- |
| 1     | Kirk Baptiste     | USA  | 20,73    |
| 2     | Bruno Marie-Rose  | FRA  | 20,89    |
| 3     | Robson da Silva   | BRA  | 20,92    |
| 4     | Gilles Quenéhervé | FRA  | 20,97    |
| 5     | James Butler      | USA  | 21,05    |
| 6     | Donovan Reid      | GBR  | 21,53    |

Finale am 8. März
Der Weltrekordhalter Bruno Marie-Rose konnte Kirk Baptiste nicht bezwingen.
Der Lauf ging ein wenig unter, da unmittelbar vor dem Start Stefka Kostadinowa ein Weltrekord im Hochsprung gelungen war.

### 400 m
| Platz | Athlet            | Land | Zeit (s) |
| ----- | ----------------- | ---- | -------- |
| 1     | Antonio McKay     | USA  | 45,98    |
| 2     | Roberto Hernández | CUB  | 46,09    |
| 3     | Michael Franks    | USA  | 46,19    |
| 4     | Ian Morris        | TRI  | 46,57    |
| 5     | Paul Harmsworth   | GBR  | 46,59    |
| 6     | Arjen Visserman   | NED  | 47,11    |

Finale am 7. März

### 800 m
| Platz | Athlet            | Land | Zeit (min) |
| ----- | ----------------- | ---- | ---------- |
| 1     | José Luíz Barbosa | BRA  | 1:47,49    |
| 2     | Wladimir Graudyn  | URS  | 1:47,68    |
| 3     | Faouzi Lahbi      | MAR  | 1:47,79    |
| 4     | Stanley Redwine   | USA  | 1:47,81    |
| 5     | Dieudonné Kwizéra | BDI  | 1:47,87    |
| 6     | Slobodan Popović  | YUG  | 1:48,07    |
| 7     | Babacar Niang     | SEN  | 1:48,33    |
| 8     | Rob Druppers      | NED  | 1:48,89    |

Finale am 8. März
Redwine und Kwizera machten das Tempo, aber Barbosa übernahm eingangs der letzten Runde die Spitze und lief zu seinem größten Erfolg.

### 1500 m
| Platz | Athlet                  | Land | Zeit (min) |
| ----- | ----------------------- | ---- | ---------- |
| 1     | Marcus O’Sullivan       | IRL  | 3:39,04    |
| 2     | José Manuel Abascal     | ESP  | 3:39,13    |
| 3     | Han Kulker              | NED  | 3:39,51    |
| 4     | Jim Spivey              | USA  | 3:39,63    |
| 5     | Michael Hillardt        | AUS  | 3:39,77    |
| 6     | Dave Campbell           | CAN  | 3:40,82    |
| 7     | Dieter Baumann          | FRG  | 3:41,07    |
| 8     | Alessandro Lambruschini | ITA  | 3:42,25    |

Finale am 7. März
Im zweiten Vorlauf stürzte der Ire Eamonn Coghlan, stand wieder auf und lief erneut zur Spitze auf, wurde aber dann auf der Zielgeraden von Campbell und Baumann überspurtet. Auch ein Protest der irischen Mannschaftsführung brachte ihn nicht ins Finale.
Im Finale führte Spivey bis zur 800-Meter-Zwischenzeit, dann übernahm Abascal die Spitze, der aber seinerseits auf der Zielgeraden den eigentlich nur zweitbesten Iren nicht halten konnte.

### 3000 m
| Platz | Athlet          | Land | Zeit (min) |
| ----- | --------------- | ---- | ---------- |
| 1     | Frank O’Mara    | IRL  | 8:03,32    |
| 2     | Paul Donovan    | IRL  | 8:03,89    |
| 3     | Terry Brahm     | USA  | 8:03,92    |
| 4     | Mark Rowland    | GBR  | 8:04,27    |
| 5     | Doug Padilla    | USA  | 8:05,55    |
| 6     | Julius Kariuki  | KEN  | 8:06,77    |
| 7     | Pascal Thiébaut | FRA  | 8:08,82    |
| 8     | Mogens Guldberg | DEN  | 8:10,25    |

Finale am 8. März
Donovan und O’Mara hatten bereits die Vorläufe gewonnen. Die beiden Iren verschleppten im Vertrauen auf ihre Spurtkraft im Finale das Tempo, konnten aber Rowland und Padilla folgen, als die beiden einen langen Spurt ansetzten. Donovan machte auf den letzten 100 Metern noch drei Plätze gut und sorgte für einen irischen Doppelsieg.

### 60 m Hürden
| Platz | Athlet            | Land | Zeit (s) |
| ----- | ----------------- | ---- | -------- |
| 1     | Tonie Campbell    | USA  | 7,51     |
| 2     | Stéphane Caristan | FRA  | 7,62     |
| 3     | Nigel Walker      | GBR  | 7,66     |
| 4     | Colin Jackson     | GBR  | 7,68     |
| 5     | Arto Bryggare     | FIN  | 7,68     |
| 6     | Javier Moracho    | ESP  | 7,89     |
|       | Mark McKoy        | CAN  | DNF      |
|       | Greg Foster       | USA  | DQ       |

Finale am 8. März
Mark McKoy war anfangs in Führung, aber Foster holte auf. Foster lief links von McKoy, und da Foster mit dem linken Bein, McKoy aber mit dem rechten Bein die Hürde zuerst überquerte, war die Gefahr einer Kollision recht groß. An der vierten Hürde stießen die beiden Favoriten zusammen und fielen zu Boden. Campbell konnte nun souverän gewinnen.

### 5000 m Gehen
| Platz | Athlet                 | Land | Zeit (min)  |
| ----- | ---------------------- | ---- | ----------- |
| 1     | Michail Schtschennikow | URS  | 18:27,79 WR |
| 2     | Jozef Pribilinec       | TCH  | 18:27,80    |
| 3     | Ernesto Canto          | MEX  | 18:38,71    |
| 4     | Roman Mrázek           | TCH  | 18:47,95    |
| 5     | David Smith            | AUS  | 18:52,20    |
| 6     | Sándor Urbanik         | HUN  | 19:06,19    |
| 7     | Walter Arena           | ITA  | 19:08,20    |
| 8     | Tim Lewis              | USA  | 19:18,40    |

Finale am 7. März
Schtschennikow machte das Tempo, Pribilinec zog erst nach 4000 Metern das Tempo an und schloss zum Führenden auf. Auf der Schlussrunde wechselte die Führung mehrfach, am Schluss siegte der 19-jährige Russe mit Weltrekord und einem Vorsprung von einer Hundertstelsekunde.

### Hochsprung
| Platz | Athlet              | Land | Höhe (m) |
| ----- | ------------------- | ---- | -------- |
| 1     | Igor Paklin         | URS  | 2,38     |
| 2     | Hennadij Awdjejenko | URS  | 2,38     |
| 3     | Ján Zvara           | TCH  | 2,34     |
| 4     | Javier Sotomayor    | CUB  | 2,32     |
| 5     | Roland Dalhäuser    | SUI  | 2,32     |
| 5     | Sorin Matei         | ROU  | 2,32     |
| 7     | Milton Ottey        | CAN  | 2,28     |
| 8     | Dalton Grant        | GBR  | 2,28     |
| 8     | Zhu Jianhua         | CHN  | 2,28     |

Finale am 7. März
Da die beiden Führenden bis 2,38 m keine Fehlversuch hatten, bei 2,40 m aber beide scheiterten, wurde über Gold und Silber im Stechen entschieden. Paklin gewann das Stechen mit 2,36 m.
Ohne gültige Höhe schieden mit Patrik Sjöberg und Carlo Thränhardt zwei Springer im Finale aus, die im Vorfeld der Weltmeisterschaften Weltrekorde in der Halle gesprungen waren.

### Stabhochsprung
| Platz | Athlet           | Land | Höhe (m) |
| ----- | ---------------- | ---- | -------- |
| 1     | Serhij Bubka     | URS  | 5,85     |
| 2     | Earl Bell        | USA  | 5,80     |
| 3     | Thierry Vigneron | FRA  | 5,80     |
| 4     | Ferenc Salbert   | FRA  | 5,80     |
| 5     | Marian Kolasa    | POL  | 5,75     |
| 6     | Atanas Tarew     | BUL  | 5,70     |
| 7     | Nikolaj Nikolow  | BUL  | 5,60     |
| 8     | Doug Lytle       | USA  | 5,60     |

Finale am 8. März
Bubka sprang im ersten Versuch über 5,65 m. Er riss 5,85 m im ersten, meisterte die Höhe aber im zweiten Versuch. Dann wartete er, bis seine Konkurrenten ihre letzten Versuche gerissen hatten.

### Weitsprung
| Platz | Athlet                 | Land | Weite (m) |
| ----- | ---------------------- | ---- | --------- |
| 1     | Larry Myricks          | USA  | 8,23      |
| 2     | Paul Emordi            | NGR  | 8,01      |
| 3     | Giovanni Evangelisti   | ITA  | 8,01      |
| 4     | Robert Emmijan         | URS  | 8,00      |
| 5     | Brian Cooper           | USA  | 7,91      |
| 6     | László Szalma          | HUN  | 7,87      |
| 7     | Dimitrios Chatzopoulos | GRE  | 7,85      |
| 8     | Frans Maas             | NED  | 7,84      |

Finale am 6. März

### Dreisprung
| Platz | Athlet           | Land | Weite (m) |
| ----- | ---------------- | ---- | --------- |
| 1     | Mike Conley Sr.  | USA  | 17,54     |
| 2     | Oleg Prozenko    | URS  | 17,26     |
| 3     | Frank Rutherford | BAH  | 17,02     |
| 4     | Christo Markow   | BUL  | 16,96     |
| 5     | Al Joyner        | USA  | 16,92     |
| 6     | Joseph Taiwo     | NGR  | 16,65     |
| 7     | Māris Bružiks    | URS  | 16,61     |
| 8     | Didier Falise    | BEL  | 16,53     |

Finale am 8. März
Conley war eine Woche zuvor mit 17,76 m Hallenweltrekord gesprungen. In Indianapolis führte Prozenko bis zum letzten Versuch von Conley.

### Kugelstoßen
| Platz | Athlet            | Land | Weite (m) |
| ----- | ----------------- | ---- | --------- |
| 1     | Ulf Timmermann    | GDR  | 22,24     |
| 2     | Werner Günthör    | SUI  | 21,61     |
| 3     | Sergei Smirnow    | URS  | 20,67     |
| 4     | Gregg Tafralis    | USA  | 20,26     |
| 5     | Lars Arvid Nilsen | NOR  | 20,09     |
| 6     | Ron Backes        | USA  | 20,02     |
| 7     | Udo Gelhausen     | FRG  | 19,80     |
| 8     | Karsten Stolz     | FRG  | 19,60     |

Finale am 7. März
Timmermann kam bis auf zwei Zentimeter an den Hallenweltrekord von Günthör heran.

## Frauen

### 60 m
| Platz | Athletin          | Land | Zeit (s) |
| ----- | ----------------- | ---- | -------- |
| 1     | Nelli Cooman      | NED  | 7,08     |
| 2     | Anelija Nunewa    | BUL  | 7,10     |
| 3     | Angela Bailey     | CAN  | 7,12     |
| 4     | Merlene Ottey     | JAM  | 7,13     |
| 5     | Michelle Finn     | USA  | 7,19     |
| 6     | Els Vader         | NED  | 7,23     |
| 7     | Dianne Holden     | AUS  | 7,43     |
|       | Angella Issajenko | CAN  | DQ       |

Finale am 6. März
Nelli Cooman gewann hauchdünn vor der zeitgleichen Issajenko, die zwei Jahre später rückwirkend wegen Dopings disqualifiziert wurde.

### 200 m
| Platz | Athletin        | Land | Zeit (s) |
| ----- | --------------- | ---- | -------- |
| 1     | Heike Drechsler | GDR  | 22,27 WR |
| 2     | Merlene Ottey   | JAM  | 22,66    |
| 3     | Grace Jackson   | JAM  | 23,21    |
| 4     | Alice Jackson   | USA  | 23,55    |
| 5     | Mary Onyali     | NGR  | 23,56    |
| 6     | Angela Phipps   | CAN  | 23,77    |

Finale am 7. März

### 400 m
| Platz | Athletin           | Land | Zeit (s) |
| ----- | ------------------ | ---- | -------- |
| 1     | Sabine Busch       | GDR  | 51,66    |
| 2     | Lillie Leatherwood | USA  | 52,54    |
| 3     | Judit Forgács      | HUN  | 52,68    |
| 4     | Olga Nasarowa      | URS  | 52,76    |
| 5     | Rossiza Stamenowa  | BUL  | 53,56    |
| 6     | Esmie Lawrence     | CAN  | 54,38    |

Finale am 8. März
Petra Müller schied überraschenderweise im Halbfinale aus. Ihre Teamkollegin Sabine Busch lief einen ungefährdeten Start-Ziel-Sieg heraus, wurde jedoch zunächst wegen einer Überschreitung ihrer Bahn disqualifiziert und erst nach einem Protest wieder zur Gewinnerin erklärt. Leatherwood lag 100 Meter vor dem Ziel noch auf dem letzten Platz und überholte im Endspurt vier Läuferinnen. Damit gewann sie die einzige Frauenmedaille für das Gastgeberland.

### 800 m
| Platz | Athletin           | Land | Zeit (min) |
| ----- | ------------------ | ---- | ---------- |
| 1     | Christine Wachtel  | GDR  | 2:01,32    |
| 2     | Gabriela Sedláková | TCH  | 2:01,85    |
| 3     | Ljubow Kirjuchina  | URS  | 2:01,98    |
| 4     | Slobodanka Čolović | YUG  | 2:02,33    |
| 5     | Janet Bell         | GBR  | 2:02,96    |
| 6     | Joetta Clark       | USA  | 2:03,92    |
| 7     | Maria Pintea       | ROU  | 2:04,33    |
| 8     | Diana Richburg     | USA  | 2:05,86    |

Finale am 7. März

### 1500 m
| Platz | Athletin           | Land | Zeit (min) |
| ----- | ------------------ | ---- | ---------- |
| 1     | Doina Melinte      | ROU  | 4:05,68    |
| 2     | Tetjana Samolenko  | URS  | 4:07,08    |
| 3     | Swetlana Kitowa    | URS  | 4:07,59    |
| 4     | Mitica Junghiatu   | ROU  | 4:08,49    |
| 5     | Kirsty Wade        | GBR  | 4:08,91    |
| 6     | Sandra Gasser      | SUI  | 4:09,89    |
| 7     | Darlene Beckford   | USA  | 4:13,64    |
| 8     | Nikolina Schterewa | BUL  | 4:18,16    |

Finale am 8. März

### 3000 m
| Platz | Athletin          | Land | Zeit (min) |
| ----- | ----------------- | ---- | ---------- |
| 1     | Tetjana Samolenko | URS  | 8:46,52    |
| 2     | Olga Bondarenko   | URS  | 8:47,08    |
| 3     | Maricica Puică    | ROU  | 8:47,92    |
| 4     | Krishna Wood      | AUS  | 8:48,38    |
| 5     | Yvonne Murray     | GBR  | 8:48,43    |
| 6     | Lynn Williams     | CAN  | 8:50,80    |
| 7     | Leslie Seymour    | USA  | 8:54,55    |
| 8     | Elly van Hulst    | NED  | 8:57,46    |

Finale am 7. März
Halleneuropameisterin Murray versuchte sich bei hohem Tempo vom restlichen Feld zu lösen, wurde aber vor Beginn der letzten Runde von den drei Osteuropäerinnen eingeholt, die die Medaillen unter sich ausmachten.

### 60 m Hürden
| Platz | Athlet                       | Land | Zeit (s) |
| ----- | ---------------------------- | ---- | -------- |
| 1     | Cornelia Oschkenat           | GDR  | 7,82     |
| 2     | Jordanka Donkowa             | BUL  | 7,85     |
| 3     | Ginka Sagortschewa           | BUL  | 7,99     |
| 4     | Rita Heggli                  | SUI  | 8,11     |
| 5     | Marjan Olyslager             | NED  | 8,12     |
| 6     | Lesley-Ann Skeete            | GBR  | 8,18     |
| 7     | Aliuska López                | CUB  | 8,25     |
| 8     | Stephanie Hightower-Leftwich | USA  | 8,26     |

Finale am 7. März

### 3000 m Gehen
| Platz | Athletin           | Land | Zeit (min)  |
| ----- | ------------------ | ---- | ----------- |
| 1     | Olga Krischtop     | URS  | 12:05,49 WR |
| 2     | Giuliana Salce     | ITA  | 12:36,76    |
| 3     | Ann Peel           | CAN  | 12:38,97    |
| 4     | Dana Vavřačová     | TCH  | 12:47,49    |
| 5     | Emilia Cano        | ESP  | 13:02,41    |
| 6     | Ann Jansson        | SWE  | 13:04,29    |
| 7     | Mirva Hämäläinen   | FIN  | 13:08,42    |
| 8     | Maryanne Torrellas | USA  | 13:10,30    |

Finale am 6. März
Die Australierin Kerry Saxby machte das Tempo und setzte sich zusammen mit Krischtop vom Feld ab, wurde aber in der letzten Runde disqualifiziert. Krischtop verbesserte den Weltrekord um 26,08 Sekunden.

### Hochsprung
| Platz | Athletin           | Land | Höhe (m) |
| ----- | ------------------ | ---- | -------- |
| 1     | Stefka Kostadinowa | BUL  | 2,05 WR  |
| 2     | Susanne Beyer      | GDR  | 2,02     |
| 3     | Emilija Dragiewa   | BUL  | 2,00     |
| 4     | Tamara Bykowa      | URS  | 1,94     |
| 5     | Diana Davies       | GBR  | 1,91     |
| 6     | Heike Redetzky     | FRG  | 1,91     |
| 7     | Katrena Johnson    | USA  | 1,91     |
| 8     | Olga Turtschak     | URS  | 1,91     |

Finale am 8. März
Es war der erste Wettkampf überhaupt, in dem drei Frauen eine Höhe von zwei Metern bewältigten.

### Weitsprung
| Platz | Athletin             | Land | Weite (m) |
| ----- | -------------------- | ---- | --------- |
| 1     | Heike Drechsler      | GDR  | 7,10      |
| 2     | Helga Radtke         | GDR  | 6,94      |
| 3     | Jelena Belewskaja    | URS  | 6,76      |
| 4     | Galina Tschistjakowa | URS  | 6,66      |
| 5     | Vali Ionescu         | ROU  | 6,62      |
| 6     | Agata Karczmarek     | POL  | 6,43      |
| 7     | Edine van Heezik     | NED  | 6,33      |
| 8     | Antonella Capriotti  | ITA  | 6,31      |

Finale am 7. März
Heike Drechsler hatte eine Woche vor den Weltmeisterschaften den Hallenweltrekord auf 7,32 m verbessert und blieb mit drei Sprüngen vor ihrer Teamkollegin Radtke.

### Kugelstoßen
| Platz | Athletin            | Land | Weite (m) |
| ----- | ------------------- | ---- | --------- |
| 1     | Natalja Lissowskaja | URS  | 20,52     |
| 2     | Ilona Briesenick    | GDR  | 20,28     |
| 3     | Claudia Losch       | FRG  | 20,14     |
| 4     | Heidi Krieger       | GDR  | 20,00     |
| 5     | Natalja Achrimenko  | URS  | 19,32     |
| 6     | Ramona Pagel        | USA  | 19,25     |
| 7     | Mihaela Loghin      | ROU  | 18,44     |
| 8     | Iris Plotzitzka     | FRG  | 17,97     |

Finale am 6. März

## Medaillenspiegel
| Medaillenspiegel |                                 |      |        |        |        |
| Platz            | Land                            | Gold | Silber | Bronze | Gesamt |
| 01               | Sowjetunion                     | 6    | 5      | 4      | 15     |
| 02               | Vereinigte Staaten              | 6    | 3      | 2      | 11     |
| 03               | Deutsche Demokratische Republik | 6    | 3      | –      | 09     |
| 04               | Irland                          | 2    | 1      | –      | 03     |
| 05               | Bulgarien                       | 1    | 2      | 2      | 05     |
| 06               | Brasilien                       | 1    | –      | 1      | 02     |
| 06               | Niederlande                     | 1    | –      | 1      | 02     |
| 06               | Rumänien                        | 1    | –      | 1      | 02     |
| 09               | Frankreich                      | –    | 2      | 1      | 03     |
| 09               | Tschechoslowakei                | –    | 2      | 1      | 03     |
| 11               | Italien                         | –    | 1      | 2      | 03     |
| 12               | Jamaika                         | –    | 1      | 1      | 02     |
| 13               | Kuba                            | –    | 1      | –      | 01     |
| 13               | Nigeria                         | –    | 1      | –      | 01     |
| 13               | Schweiz                         | –    | 1      | –      | 01     |
| 13               | Spanien                         | –    | 1      | –      | 01     |
| 17               | Kanada                          | –    | –      | 2      | 02     |
| 18               | Bahamas                         | –    | –      | 1      | 01     |
| 18               | BR Deutschland                  | –    | –      | 1      | 01     |
| 18               | Vereinigtes Königreich          | –    | –      | 1      | 01     |
| 18               | Marokko                         | –    | –      | 1      | 01     |
| 18               | Mexiko                          | –    | –      | 1      | 01     |
| 18               | Ungarn                          | –    | –      | 1      | 01     |